# Marie-Janine Calic
Marie-Janine Calic (* 10. August 1962 in Berlin) ist eine deutsche Historikerin und Professorin für die Geschichte Ost- und Südosteuropas an der Ludwig-Maximilians-Universität München (LMU) und Politikberaterin.

## Leben
Von 1987 bis 1992 arbeitete Calic, Tochter von Edouard Calic, als wissenschaftliche Mitarbeiterin an der LMU und promovierte dort 1992 mit einer Arbeit zur Sozialgeschichte Serbiens in Südosteuropäischer Geschichte. 1992 wechselte sie als wissenschaftliche Referentin zur Stiftung Wissenschaft und Politik nach Ebenhausen bzw. Berlin, wo sie bis 2002 tätig war. 1995 fungierte Calic als Beraterin des UN-Sondergesandten für das ehemalige Jugoslawien in Zagreb, von 1999 bis 2002 als politische Beraterin des Sonderkoordinators des Stabilitätspakts für Südosteuropa in Brüssel. 2004 folgte sie einem Ruf der LMU in München als Professorin für Ost- und Südosteuropäische Geschichte. Sie hatte verschiedene Gastprofessuren inne, unter anderem am College of Europe in Natolin und an der Beijing Foreign Studies University.
Calic bearbeitet die Geschichte Südosteuropas. Zahlreiche Publikationen befassen sich mit Jugoslawien und seinen Nachfolgestaaten. Zu den thematischen Schwerpunkten gehören unter anderem deutsche und europäische Balkanpolitik, Konfliktbearbeitung und internationale Friedenssicherung, Erinnerungs- und Vergangenheitspolitik sowie die Geschichte des Kalten Krieges in Südosteuropa.
Calic ist Mitglied des Herausgebergremiums der Zeitschriften Südosteuropa und Südost-Forschungen. Sie ist stellvertretende Vorsitzende der Gesellschaft für Außenpolitik, Vorsitzende der Michael-Zikic-Stiftung sowie Mitglied des Stiftungsrates der Stiftung zur Erforschung von Ost- und Südosteuropa des Instituts für Ost- und Südosteuropaforschung. Ferner gehört sie dem Wissenschaftlichen Beirat des European Network Remembrance and Solidarity an.

## Schriften (Auswahl)
- Sozialgeschichte Serbiens 1815–1941. Der aufhaltsame Fortschritt während der Industrialisierung (= Südosteuropäische Arbeiten. Bd. 92). München: Oldenbourg 1994, ISBN 3-486-56090-5 (zugl. Dissertation, Universität München, 1992).
- Der Krieg in Bosnien-Hercegovina. Ursachen – Konfliktstrukturen – internationale Lösungsversuche. Frankfurt am Main: Suhrkamp 1995, ISBN 3-518-11943-5.
- Geschichte Jugoslawiens im 20. Jahrhundert. München: C. H. Beck 2014, ISBN  978-3-406-60646-5 (1. Aufl. 2010) (= Schriftenreihe der Bundeszentrale für politische Bildung. Bd. 1093), Bonn 2010.[2][3]
- Südosteuropa. Weltgeschichte einer Region, 2. durchges. Aufl., München: C. H. Beck 2018 (1. Aufl. 2016), ISBN 978-3-406-69830-9.
- The Great Cauldron. A History of Southeastern Europe. Translated by Elizabeth Janik. Cambridge/London: Harvard University Press 2019, ISBN 978-0-674-98392-2.[4]
- Zgodovina jugovzhodne Evrope. Ljubljana: Mladinska knjiga 2019, ISBN 978-961-282-411-2.
- Jugoistočna Evropa. Globalna Historija. Sarajevo: Udruženje za modernu historiju / Udruga za modernu povijest 2020, ISBN 978-9926-477-03-5.
- Tito. Der ewige Partisan. München: C. H. Beck 2020, ISBN 978-3-406-75548-4.[5]
- Geschichte des Balkans. Von den Anfängen bis zur Gegenwart. München: C. H. Beck 2023, ISBN 978-3-406-80674-2.[6]